# پیمان تجارت و همکاری بریتانیا و اتحادیه اروپا
پیمان تجارت و همکاری بریتانیا و اتحادیه اروپا (انگلیسی: EU–UK Trade and Cooperation Agreement) موافقت‌نامه تجاری است که در ۳۰ دسامبر ۲۰۲۰ پس از خروج بریتانیا از اتحادیه اروپا، موسوم به برگزیت، اتحادیه اروپا، سازمان اروپایی انرژی اتمی، پادشاهی متحد بریتانیای کبیر و ایرلند و ایرلند شمالی به آن دست یافتند.
توافق یاد شده در پی خروج بریتانیا از اتحادیه اروپا، موسوم به برگزیت، به طرفین امکان تجارت آزاد بدون تعرفه کالا را می‌دهد و همچنین همکاری‌های نزدیک پلیس و نهادهای قضایی را ممکن می‌سازد.
بریتانیا با سپری کردن دوره انتقالی ۱۱ ماهه، سرانجام از روز یکم ژانویه ۲۰۲۱ از اتحادیه گمرکی اتحادیه اروپا و بازار واحد اروپا یی خارج خواهد شد.
اجرای این پیمان تجاری همچنان نیازمند تأیید پارلمان اروپا است اما از آن‌جا که فرایند تصویب آن تنها در سال جدید میلادی امکان‌پذیر خواهد بود، ضرورت موافقت با درخواست موقت دوچندان شد.
بنابر پیشنهاد کمیسیون اروپایی، دوره اعتبار درخواست موقت تا ۲۸ فوریه تعیین شده است تا پارلمان برای بررسی دقیق توافق از مدت زمان کافی برخوردار باشد.
پیمان تجارت و همکاری بریتانیا و اتحادیه اروپا تا تصویب آن توسط پارلمان اروپا و شورای اتحادیه اروپا و همچنین بررسی قانونی آن در انتظار خواهد ماند تا به‌طور رسمی به مرحله اجرا درآید. مجلس بریتانیا در ۳۰ دسامبر ۲۰۲۰ پیمان تجارت و همکاری بریتانیا و اتحادیه اروپا را تصویب کرد و پارلمان اروپا پیش نویس آن را در اوایل سال ۲۰۲۱ مورد بررسی قرار خواهد داد.
در بیانیه‌ای که پس از انجام مذاکرات میان پارلمان اروپا و کمیسیون اروپایی و میشل بارنیه، مذاکره‌کننده ارشد، در ۲۸ دسامبر منتشر شد، پارلمان اروپا تأکید کرده است چنین درخواست موقتی را یک «استثنا» تلقی خواهد کرد.

## تاریخچه
انگلستان در ۱۹۷۳ به عنوان عضوی از انجمن‌های اروپا درآمد که بعداً به اتحادیه اروپا و اتحادیه گمرکی اتحادیه اروپا تبدیل شد. از آن زمان، انگلستان در ایجاد و همچنین هرآنچه مشمول قانون اتحادیه اروپا بود مشارکت داشت و دادگاه دادگستری اروپا درخواست‌ها را اداره می‌کرد.
دولت بریتانیا در همه‌پرسی‌ای که در ۲۰۱۶ برای خروج از اتحادیهٔ اروپا انجام گرفت اعلام کرد در ۲۹ مارس ۲۰۱۷ رویهٔ رسمی برای خروج را آغاز خواهد کرد. در نهایت بریتانیا روز جمعه ۳۱ ژانویهٔ ۲۰۲۰ میلادی ساعت ۱۱ شب به وقت محلی از اتحادیهٔ اروپا جدا شد.